# Корнеев, Сергей Иванович
Сергей Иванович Корнеев (бел. Siarhei Karneyeu, род. 24 ноября 1988, Минск, Белоруссия) — белорусский боксёр-любитель. Заслуженный мастер спорта Республики Беларусь (2012 год). Участник Олимпийских игр (2012), бронзовый призёр чемпионата мира (2011), серебряный призёр чемпионата Европы (2008), многократный призёр и чемпион национального первенства в любителях.

## Биография
С 1996 по 2010 годы тренировался под руководством Сергея Пыталева, с 2011 под руководством Константина Маханькова, при нём и завершил карьеру спортсмена.

### Полупрофессиональная лига
В сезоне 2011/2012 выступал в серии WSB за американскую команду Лос-Анджелес-Матадорс, провёл три боя и во всех уверенно победил
В сезоне 2013/2014 года выступал за команду «Украинские атаманы». Выиграл первые три поединка, в одном из которых победил именитого итальянца Клементе Руссо. В четвертьфинальном поединке потерпел поражение, уступил по очкам боксёру из российской команды Евгению Тищенко.